# Den flyvende kuffert
 For alternative betydninger, se Den flyvende kuffert (flertydig). (Se også artikler, som begynder med Den flyvende kuffert)
Den flyvende Kuffert er et eventyr af H.C. Andersen udgivet af C.A. Reitzel i København den 19. oktober 1839 som en del af eventyrsamlingen Eventyr, fortalte for Børn. Ny Samling. Andet Hefte. 1839 sammen med Paradisets have og Storkene.

## Handling
En ung mand øder sin arv bort, indtil han ikke har andet tilbage end et par skilling, et par tøfler og en gammel morgenkåbe. En ven sender ham en kuffert med vejledning til at pakke sammen og tage afsted. Da han ikke har noget at pakke, kommer han selv ind i kufferten. Kufferten er fortryllet, og den fører ham til tyrkernes land. Han bruger kufferten til at besøge sultanens datter, som bliver holdt i et tårn på grund af en profeti om, at hendes ægteskab ville være ulykkeligt.
Han overtaler hende til at gifte sig med ham. Da hendes far og mor besøger tårnet, fortæller han dem en historie. De er imponerede og giver samtykke til ægteskabet. For at fejre sit kommende ægteskab køber den unge mand fyrværkeri og flyver over landet og affyrer det. Da han vender tilbage til jorden, antænder en gnist kufferten, og den unge mand kan ikke længere besøge prinsessen i tårnet. I stedet vandrer han rundt i verden og fortæller historier.